# Attentato al ristorante Mykonos
L'Attentato al ristorante Mykonos fu un fatto di sangue avvenuto il 17 settembre 1992, in cui furono coinvolti gli oppositori del neo-nato regime islamico iraniano al ristorante greco Mykonos di Berlino, in Germania.
Qui vennero infatti ammazzati gli attivisti Sadegh Sharafkandi, Fattah Abdoli, Homayoun Ardalan e il loro interprete Nouri Dehkordi, per opera di agenti iraniani.

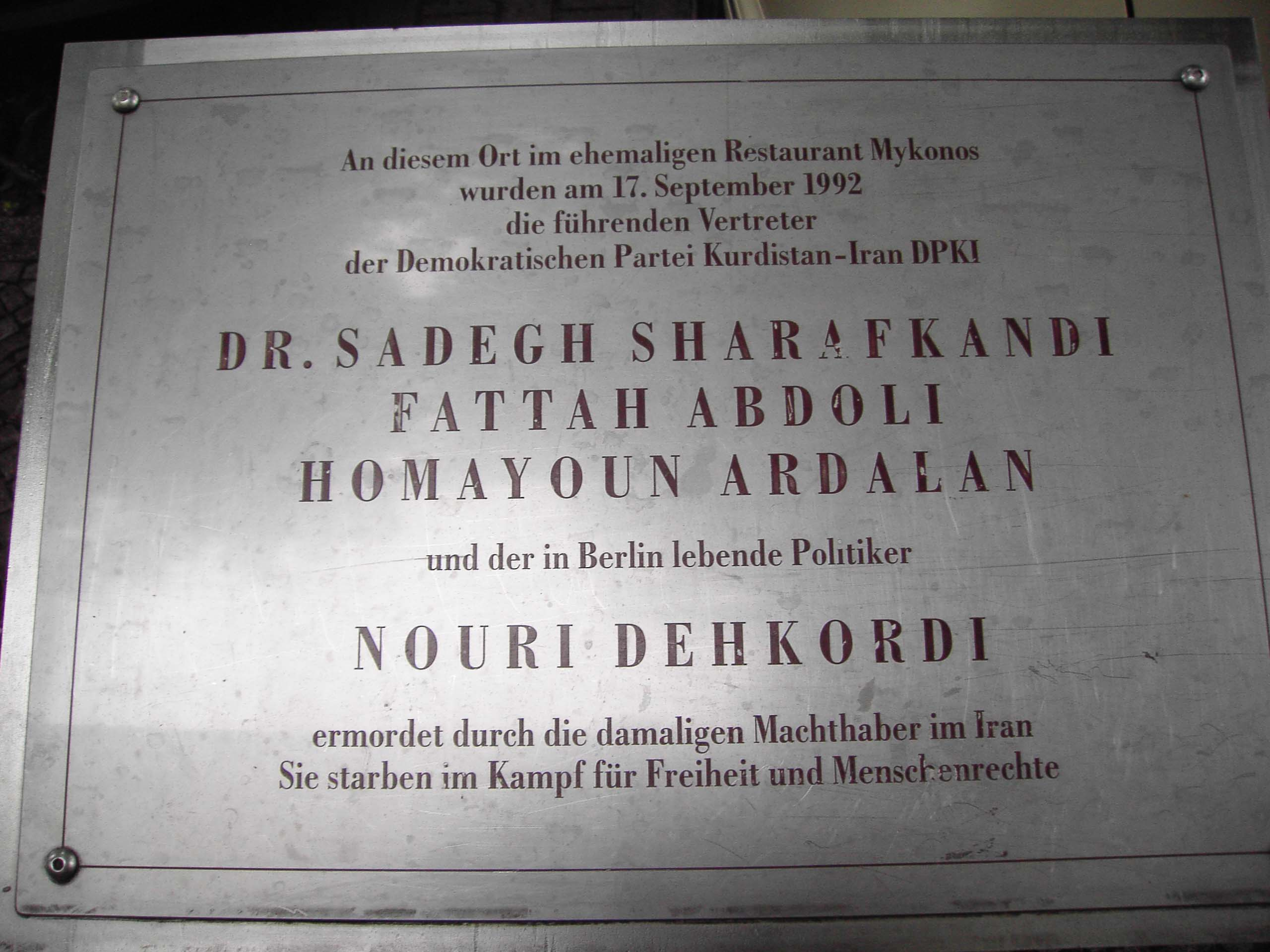
Targa commemorativa in memoria delle vittime

## Processo
Il processo iniziò nell'ottobre 1993. Durante il processo il tribunale tedesco giudicò Kazem Darabi, iraniano che lavorava come droghiere a Berlino, Abdolraham Banihashemi, ufficiale dell'intelligence iraniana, e il libanese Abbas Hossein Rhayel, colpevoli di omicidio e condannati all'ergastolo. Altri due libanesi, Youssef Amin e Mohamed Atris, furono condannati per complicità in omicidio. Abolhassan Banisadr testimoniò durante il processo, e disse alla corte che gli omicidi erano stati personalmente ordinati dall'Ayatollah Ali Khamenei e da Ali Akbar Hashemi Rafsanjani. Venne inoltre emesso un mandato di cattura internazionale per Ali Fallahian.